# Kalahari

Lokalizacja Kalahari (bordowy), Niecka Kalahari (na pomarańczowo)

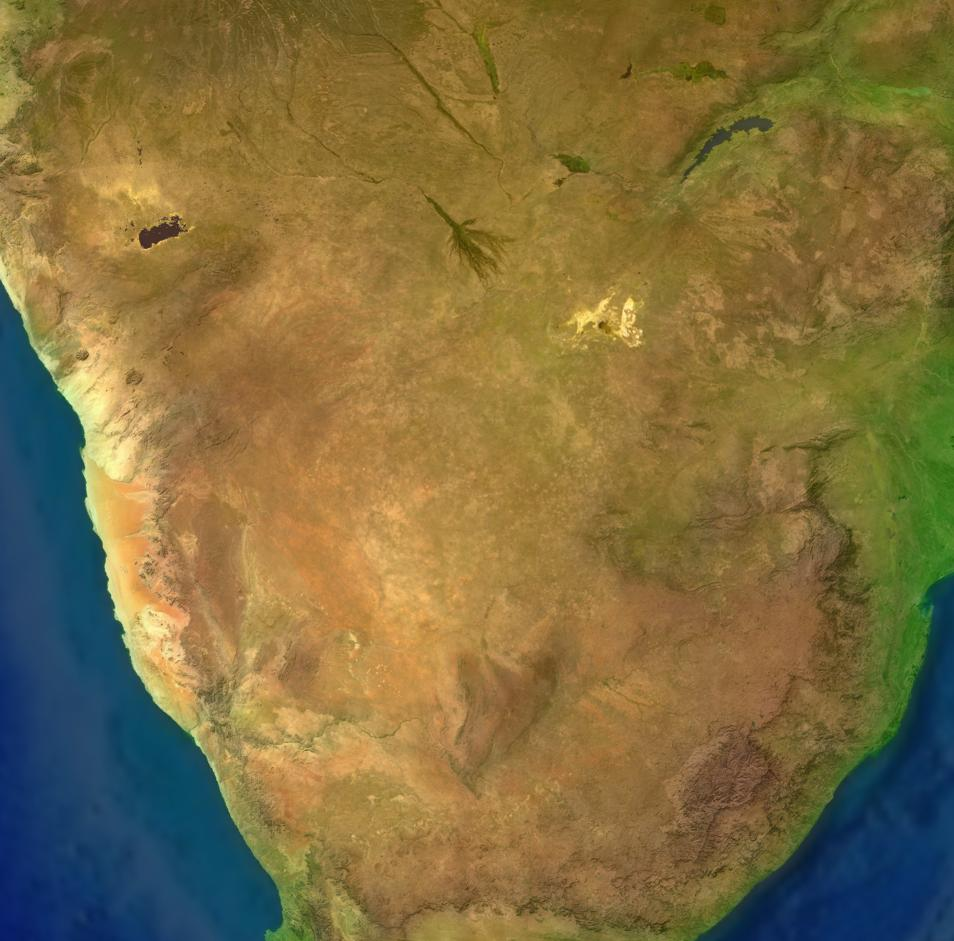
Kalahari w obrazie topograficznym

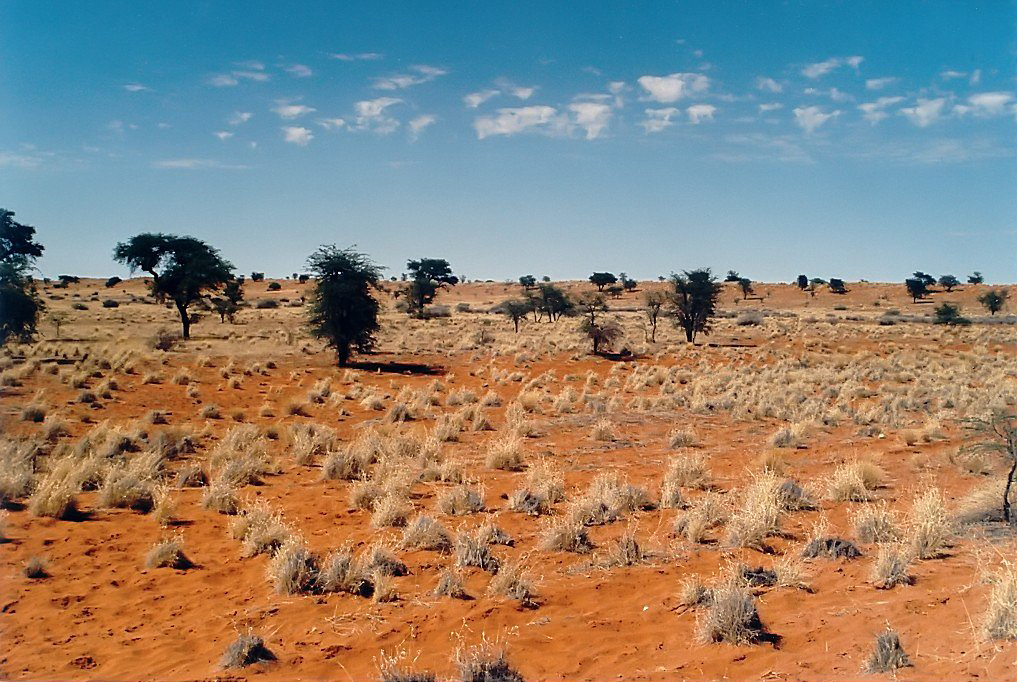
Kalahari w Namibii

Kalahari (af. Dorsland) – kotlina w Botswanie, Namibii, RPA, Angoli, Zambii oraz Zimbabwe.
Powierzchnia Kalahari wynosi ok. 930 tys. km². Otaczająca ją Niecka Kalahari obejmuje powierzchnię ok. 2,5 mln km², rozciągając się dalej na tereny Botswany, Namibii i RPA, a nawet na tereny Angoli, Zambii i Zimbabwe.
Na północy Kalahari porastają suche lasy oraz wilgotne i suche sawanny, na południu – roślinność półpustynna oraz pustynna. Są tam nieliczne rzeki okresowe, na północy bagna (Okawango i Makgadikgadi) oraz jezioro Ngami. Na jej terenie utworzono wiele parków narodowych.
Większość opadów wsiąka w podłoże, dlatego jej teren pod względem zaopatrzenia w wodę przypomina pustynie. Jednak nazywanie jej pustynią nie jest słuszne, ponieważ pokrywające ją formacje roślinne zaliczane są do sawanny.
Większą część Kalahari pokrywają piaski pochodzenia rzecznego, spod których w nielicznych miejscach wznoszą się wzgórza zbudowane z litych skał. W okresie obfitych opadów kotlina może zmienić się na krótki czas w kipiące zielenią pastwisko. W czasie lata zdarzają się opady deszczu – opady roczne na Kalahari wynoszą 76–190 mm.
Jedyna stała rzeka, Okawango, płynie na północnym zachodzie, tworząc bogate przyrodniczo bagna. Pradawne suche koryta rzek nazywane Omuramba przecinają centralny i północny obszar Kalahari i stanowią zbiorniki stojącej wody podczas pory deszczowej. Niegdyś były rajem dla dzikich zwierząt, takich jak słonie i żyrafy, lwy i gepardy. Teraz są to pastwiska, aczkolwiek wciąż można tam spotkać lamparty i gepardy.

## Osady na Kalahari
Botswana
- Ghanzi
- Tshane
- Tshabong
- Orapa

Namibia
- Gobabis
- Mariental

RPA
- Rietfontein(inne języki)
- Noenieput(inne języki)